# Issoria scyllaria
Issoria scyllaria är en fjärilsart som beskrevs av Hans Fruhstorfer 1912. Issoria scyllaria ingår i släktet Issoria och familjen praktfjärilar. Inga underarter finns listade i Catalogue of Life.